# Omphalina wellingtonensis
Omphalina wellingtonensis är en lavart som beskrevs av G. Stev. 1964. Omphalina wellingtonensis ingår i släktet Omphalina och familjen Tricholomataceae.   Inga underarter finns listade i Catalogue of Life.